# Односи Србије и Вијетнама
Односи Србије и Вијетнама су инострани односи Републике Србије и Социјалистичке Републике Вијетнама.

## Билатерални односи
Влада ФНР Југославије је признала побуњеничку Хо Ши Минову владу 21. фебруара 1950. Следећег месеца Вијетминов радио назива Тита "шпијуном за америчке империјалисте" - било је то време након раскида са Коминформом - мада се у мају тврди да је емисија била незванична и да односи постоје.
Дипломатски односи су успостављени 1957. године.
Амбасада Републике Србије у Џакарти (Индонезија) радно покрива Вијетнам.

### Политички односи
- У периоду 26. фебруара - 2. марта 2013, министар спољних послова РС Иван Мркић посетио је Вијетнам.
- У фебруару 2012, претходни министар спољних послова Вук Јеремић имао је билатерални сусрет са замеником министра иностраних послова Ле Луонг Мином на маргини мултилатералног скупа у Женеви. У јулу исте године, заменик министра иностраних послова Вијетнама Буи Тан Сун је боравио у посети Београду у циљу одржавања редовних билатералних политичких консултација два министарства.
- У фебруару 2011, претходни министар спољних послова В. Јеремић посетио је Вијетнам. У априлу исте године, заменик премијера и министар иностраних послова Вијетнама Фам Ђа Кијем је посетио Србију. У септембру, заменик министра иностраних послова Вијетнама Ле Луонг Мин предводио је вијетнамску делегацију на Министарском састанку земаља чланица Покрета несврстаних у Београду.
- У марту 2008, претходни министар спољних послова РС В. Јеремић посетио је Вијетнам.[3]

### Економски односи
- У 2021. години размена је укупно износила 237 милиона долара, од чега је наш извоз био 5,6 милиона УСД.
- У 2020. години робна размена је износила 231 милиона долара, од чега је извоз из Србије износио 5,5 милиона долара.
- У 2019. години робна размена је износила 227 милиона долара, од чега је извоз из Србије износио 12 милиона долара.[5][6]

### Некадашњи дипломатски представници

#### У Ханоју
- Михајло Хорњак, амбасадор, 1987—
- Боривоје Стојадиновић, амбасадор, 1982—1987.
- Милорад Божиновић, амбасадор, 1979—1982.
- Екрем Дурић, амбасадор, 1976—1979.
- Гавро Алтман, амбасадор, 1973—1976.

#### У Београду
- Во Ан Туан, амбасадор, 1990—
- Хуји Тиенг, амбасадор, 1986—
- Хоанг Ман Ту, амбасадор, 1981—
- Нгујен Т. Ха, амбасадор